# Histerezis
Histerezisul (în greacă υστέρησις hysterēsis, rămînere în urmă) este fenomenul prin care starea unui sistem indusă de o anumită cauză nu depinde numai de mărimea cauzei respective ci și de stările precedente prin care a trecut sistemul. Termenul se folosește mai ales în fizică, de exemplu pentru a descrie comportamentul unor materiale magnetice, la care magnetizarea la un moment dat depinde atât de câmpul magnetic aplicat cât și de stările de magnetizare anterioare. Fenomene similare se întîlnesc în domeniile:
- fizică:
  - electricitate
  - elasticitate
  - tranziția lichid-solid
- automatizare
- economie
- psihologie etc.

## Magnetism

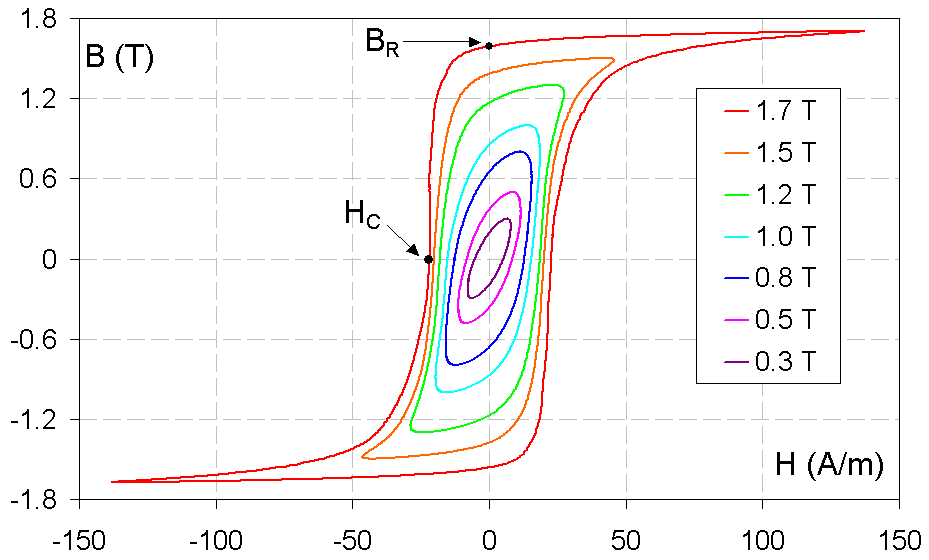
Buclă de histerezis în magnetism. Eșantionul este o bucată de oțel supusă unui cîmp magnetic sinusoidal de diferite amplitudini. Fluxul magnetic măsurat oscilează și el, cu amplitudinea între 0,3 T și 1,7 T.

În procesul de magnetizare a materialelor feromagnetice histerezisul se manifestă prin „rămînerea în urmă” a densității fluxului magnetic (mărime notată cu B) față de intensitatea cîmpului magnetic aplicat din exterior, H. Graficul alăturat arată cele două mărimi, măsurate într-un experiment de magnetizare în cîmp magnetic oscilant. Se observă că atunci cînd cîmpul magnetic scade pînă la zero, fluxul magnetic în oțel are o valoare nenulă, notată BR; acest fenomen se numește remanență magnetică. Pentru a anula acest flux remanent trebuie aplicat un cîmp magnetic invers, de o valoare notată în grafic cu HC, cîmpul magnetic coercitiv.
Au aplicații importante atît materialele cu un histerezis mare cît și cele cu unul foarte mic. De exemplu magneții permanenți au proprietatea de a rămîne magnetizați tocmai datorită histerezisului. În absența acestuia materialul ar reveni la fluxul magnetic zero imediat ce s-ar înlătura cîmpul magnetic exterior, deci nu ar avea proprietățile care îl caracterizează. În același fel, peliculele magnetice folosite pentru înregistrări audio, video și de date (casete audio, benzi de magnetofon, dischete de calculator, hard-discuri, cărți de credit etc.) se bazează pe fenomenul de remanență magnetică — deci pe histerezis — pentru a memora cîmpul magnetic aplicat la înregistrare. În sistemele de calcul vechi celulele de memorie funcționau pe același principiu al histerezisului magnetic.
În schimb, aplicațiile care cer conservarea energiei necesită un efect histerezis cît mai slab. De exemplu un transformator electric al cărui miez magnetic are histerezis va avea pierderi de energie (manifestate prin încălzirea miezului) cu atît mai mari cu cît remanența magnetică și cîmpul coercitiv sînt mai mari. Pentru a minimiza acest efect se folosesc materiale speciale, ca de exemplu aliajul de nichel și fier (uneori și molibden) numit Permalloy.

## Automatizare

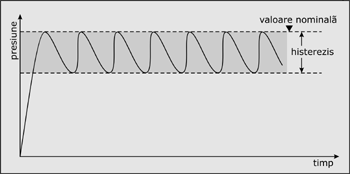
Presiunea este menținută sub valoarea nominală.

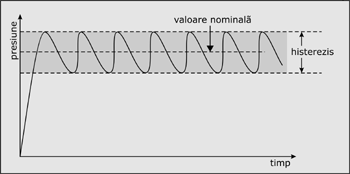
Presiunea este menținută în jurul valorii nominale.

În sistemele de automatizare histerezisul este introdus din design, ca o marjă asumată de eroare a unui automat, cu scopul de a reduce numărul de opriri/porniri ale unui dispozitiv.
În aproape orice sistem mecanic, de departe cele mai solicitante faze de funcționare ale acestuia sînt oprirea, dar mai ales pornirea. Orice mecanism de orice natură este optimizat pentru starea de funcționare în sarcină, cu toate implicațiile (o anumită temperatură de funcționare, o anumită stare de lubrifiere, etc). Astfel, momentul pornirii unui mecanism este un moment instabil, în care solicitările fizice sunt atipic de mari pe unitatea de timp față de solicitările asumate în funcționare normală. De aceea prin proiectare se evită pe cît posibil pornirea și oprirea repetată a oricărui mecanism.
Pentru a se evita pornirile repetate în intervale scurte de timp în cazul mecanismelor automate, se introduc în mod deliberat o anumită eroare în măsurările automatului, numită histerezis. Un exemplu reprezentativ este o pompă de apă care este proiectată să păstreze o anumită presiune într-un recipient. În graficele alăturate, presiunea este menținută în interiorul unui anumit interval, ales astfel încît presiunea nominală să determine limita superioară (figura de sus) sau media (jos) în timp a presiunii din incintă. În lipsa unui astfel de interval pompa ar trebui să intre în funcțiune imediat ce presiunea scade cu o valoare infinitezimală sub valoarea nominală. Histerezisul însă permite o variație a presiunii, micșorînd frecvența punerilor în funcțiune ale pompei.
În general, cele mai flexibile sisteme automate permit utilizatorului reglarea valorii nominale și a abaterilor maxime într-un sens și cealalt față de aceasta.
Același principiu se aplică și în alte sisteme de automatizare, cum ar fi termostatele (de exemplu fierul de călcat, frigiderul, aparatul de aer condiționat), rezervoare de apă etc.

### Implementare
În sistemele de stabilizare cu comandă electronică, histerezisul se introduce în bucla de reacție inversă care determină pornirea și oprirea dispozitivului (pompă, rezistor de încălzire, motor). Mărimea care trebuie stabilizată (presiune, temperatură), transformată în semnal electric, este mai întîi „contaminată” cu un semnal care reflectă starea actuală a dispozitivului (oprit / pornit) și abia apoi trimisă la etajul de comparare. Ieșirea acestuia din urmă, avînd două stări posibile, comandă pornirea și oprirea dispozitivului.
În acest mod se produce o reacție inversă pozitivă (dar neliniară), care generează oscilația de la o stare la cealaltă a dispozitivului.
În sistemele automate electro-mecanice (folosite în unele modele de fiare de călcat sau frigidere) histerezisul este produs prin utilizarea unui întrerupător cu bimetal (material alcătuit din două metale cu coeficienți de dilatare termică foarte diferiți și care se deformează mult la variația temperaturii). În acest întrerupător starea actuală a sistemului și informația de temperatură sînt „combinate” mecanic.